# Mutugen
Mutugen († 1221) fou fill de Txagatai i net de Genguis Kan. Era el fill preferit de Txagatai i el net preferit de Genguis.
Un dels oficials de Txagatai estava casat amb una dona especialment maca i Mutugen la volia; mentre el marit estava servint a la guerra, Mutugen la va posseir i la va deixar embarassada, però no s'hi va casar, només es va quedar amb l'infant que es va dir Buri.
El 1221 Genguis Kan era a Talikan i va creuar l'Hindu Kush per anar a assetjar Bamian. En el setge d'aquesta ciutat fou mort Mutugen. Fou el gran kan qui va comunicar a Txagatai la notícia i li va prohibir plorar; la ciutat fou destruïda fins als fonaments i no es va fer botí ni presoners, tot fou destruït i tots foren morts fins i tot els animals. El lloc de la ciutat fou declarat maleït.